# بد تریپ
بد تریپ یا سفر بد (به انگلیسی: Bad trip) یا روان‌پریشی موقت ناشی از مواد مخدر و روان‌گردان یک تجربه‌ای ناراحت‌کننده است .که معمولاً در دوزهای بالا توسط روان‌گردان‌هایی مثل ال‌اس‌دی، مسکالین، سیلوسایبین و دی‌ام‌تی ایجاد می‌شود.
تجربه سفر بد موارد مختلفی را در برمی‌گیرد و می‌تواند از احساس خفیف اضطراب تا وحشت  شدید و از دست دادن کامل کنترل بر خودآگاهی را شامل شود.